# テジャス (航空機)
テジャス
飛行するテジャス（2017年）
- 用途：軽戦闘機
- 分類：マルチロール機
- 製造者：ヒンドスタン航空機（HAL）
- 運用者： インド（インド空軍、インド海軍）
- 初飛行：2001年1月4日
- 生産数：量産機20機（2020年）[1]
※2029年までに量産機123機を予定[2][3]
- 生産開始：2007年
- 運用開始：2015年1月17日[4]
- 運用状況：運用中

テジャス（Tejas）は、アメリカなどの技術協力を受け開発されているインドの国産戦闘機である。「テジャス（サンスクリット：तेजस）」は「火」を意味し、「光り輝く」との意味も備える。開発当初の名称であるLCA（Light Combat Aircraft、軽戦闘機）の名でも知られている。
1980年代から開発を開始しており、2001年に初飛行を達成、旧式のMiG-21の代替を予定している。かつて1998年の核実験に対するアメリカの経済制裁を受けたことや技術不足などの要因が重なり開発が難航してきたが、2015年に最初の機体がインド空軍に引き渡された。

## 開発
インドは1960年代にHF-24 マルートを開発して以降、国産ジェット戦闘機の開発をしてこなかったが、1985年に当時のインド首相ラジーヴ・ガンディーによりアメリカと協力して新型の戦闘機を開発することが発表された。新型戦闘機は、インド海軍向けの艦上機の開発も兼ねることとなった。
開発参加企業・組織には、インドのヒンドスタン航空機（Hindustan Aeronautics Limited、ヒンドゥスタン・エアロノーティクス、HAL）やインド航空開発庁（Aeronautical Development Agency、ADA）、国防研究開発機構を始めとし、さらに米国のロッキード・マーティン、ゼネラル・エレクトリック（GE）、フランスのスネクマなどが加わっている。
元々1993年の初飛行を目指して開発されていたが、当初56億ルピーと予定していた開発費が250億ルピーにまで増大した上に、計画がかなり遅延した事からMiG-21bisの近代化に213億5,000万ルピーを費やすことを余儀なくされた。さらに、1998年の核実験の制裁としてアメリカがLCAの開発から撤退し、アメリカから導入予定だった機体制御システムや各種主要コンポーネントの輸入が停止され、LCAに搭載するための国産カヴェリエンジンの技術支援にきていたGEの社員も帰国してしまったことで、さらなる計画の遅延・変更を余儀なくされる。前述の国防研究開発機構の一部の関係筋によれば、「核実験さえなければ、初飛行は1998年12月に成功していただろう」とも言われていたが、試作機が結局初飛行に成功したのは2001年であった。
試作機初飛行後も開発は遅々として進まず、空中給油や視程外交戦能力を有する完全作戦能力（FOC）機（量産21号機）は、2020年3月17日に初飛行を行なった。

## 設計

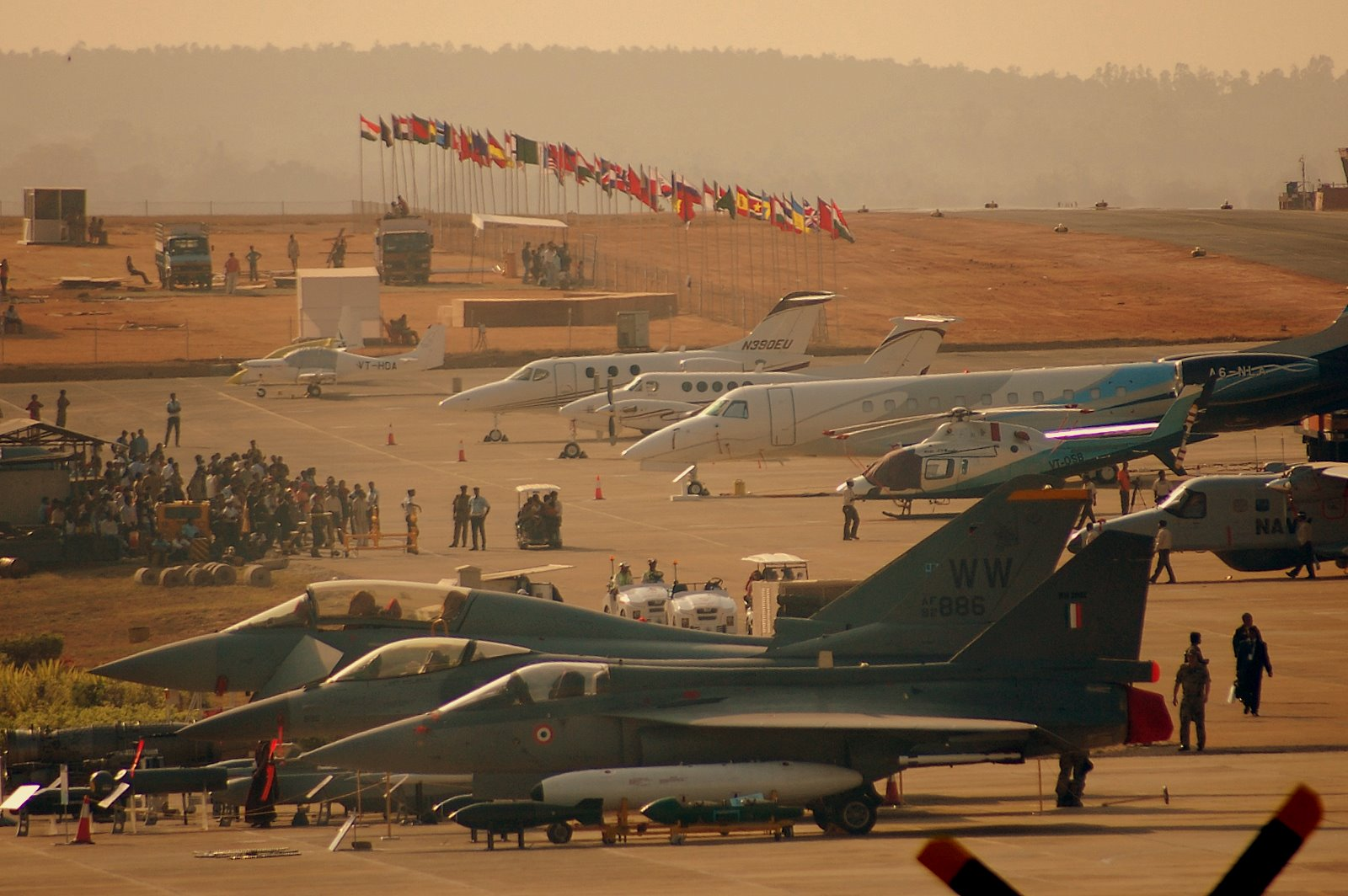
奥からタイフーン、F-16、テジャス。他の機体や装備などとの対比から、その小柄さがわかる。

### 機体
主翼は無尾翼のクランクドデルタ翼を採用している。全長13m台前半、翼幅8m台前半に収められたコンパクトさに加えて、機体全体の40%以上に先進複合材を使用しており、重量の軽減を図っている。
最高速度は資料によってはマッハ1.7、もしくはマッハ1.8と予想されているが、アフターバーナーなしでマッハ1以上の速力を発揮するスーパークルーズは不可能と見られている。2,000-2,500万ドルの安価な戦闘機とする事を目標としているが、その価格を実現できるかは危ぶまれている。

### エンジン

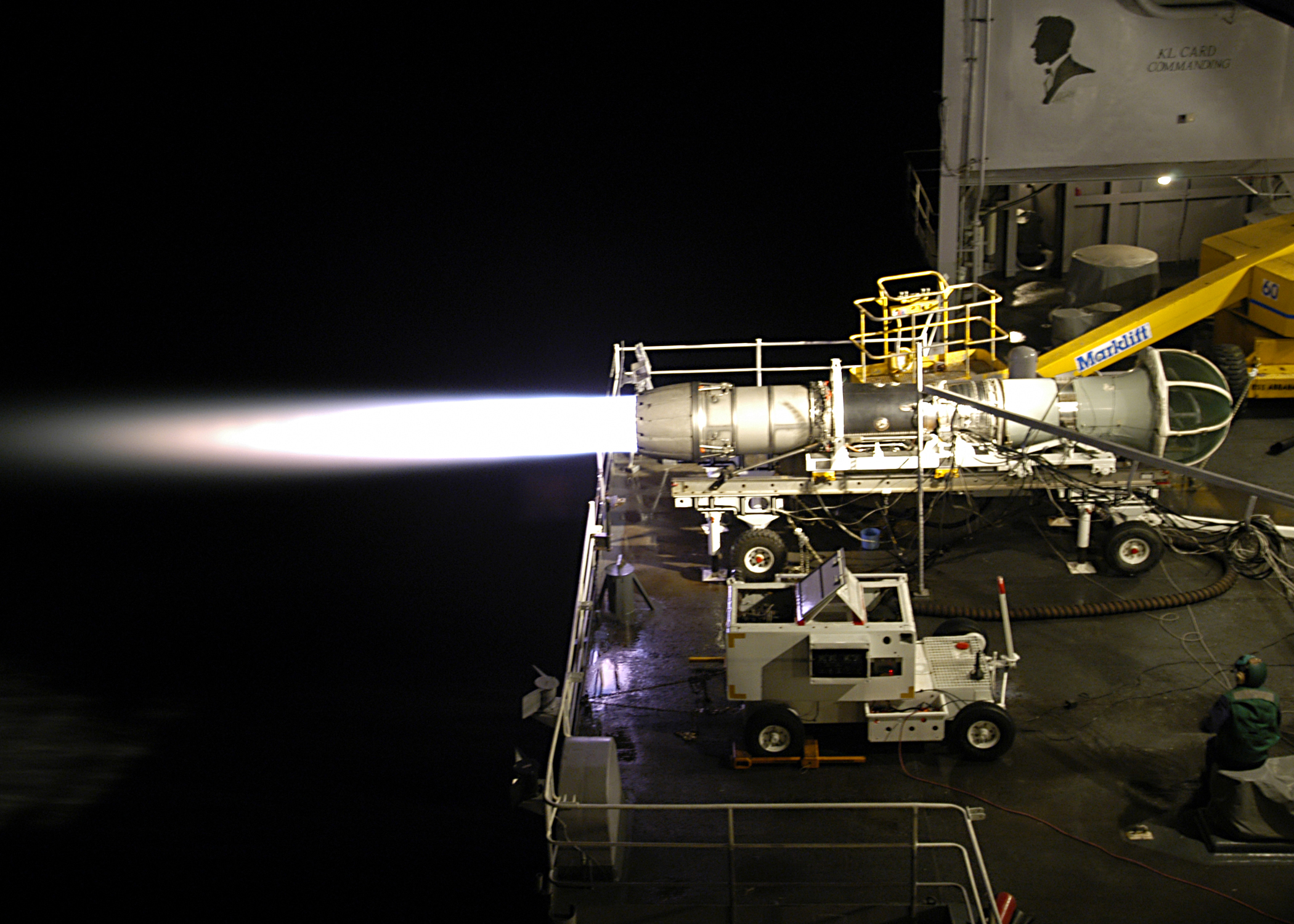
F404-IN20エンジンの試運転

テジャスは開発段階から複数のエンジンを選択している。試作機にはF404-F2J3エンジン、初期量産型40機のMk.1にはF404-GE-IN20を搭載しており、Mk.2にはF404シリーズの改良・発展型にあたるF414-GE-INS6エンジンが搭載される予定であった。当初は国産のGTRE GTX-35VS カヴェリエンジンが完成し次第、搭載エンジンを変更し純インド製戦闘機とする方針となっていたが、開発の度重なる延滞から計画は中止された。

### アビオニクス

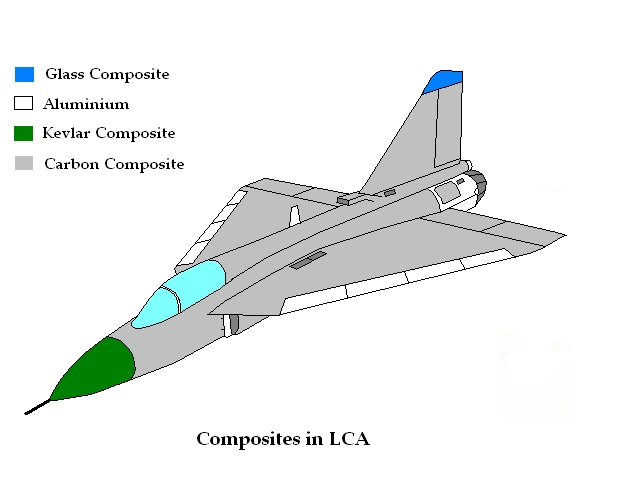
材質

火器管制レーダー（FCR）としては、当初は電子・レーダー開発局とHALハイデラバードが共同で開発するMMRが搭載される計画であった。
しかし開発遅延に伴い、現在ではイスラエル・エアロスペース・インダストリーズ社のEL/M-2032が搭載されている。これは海軍のシーハリアー FRS.51にも搭載された、空対空、空対地、空対艦モードを持つXバンドのパルス・ドップラー・レーダーであり、複数の目標を追跡、走査中の追跡、地上マッピングなどの機能を有し、ルックダウン/シュートダウン能力も有するとされている。
また、コックピットはグラスコックピット化されており、従来の機械式の物より多くの情報をパイロットに提供可能である。暗視ゴーグル対応照明を装備されHOTAS概念が導入されている。静的不安定を有した機体であり、四重のフライ・バイ・ワイヤによって制御されているが、機体の制御用ソフトウェアの開発に一時期手間取っていたようである。

### 兵装

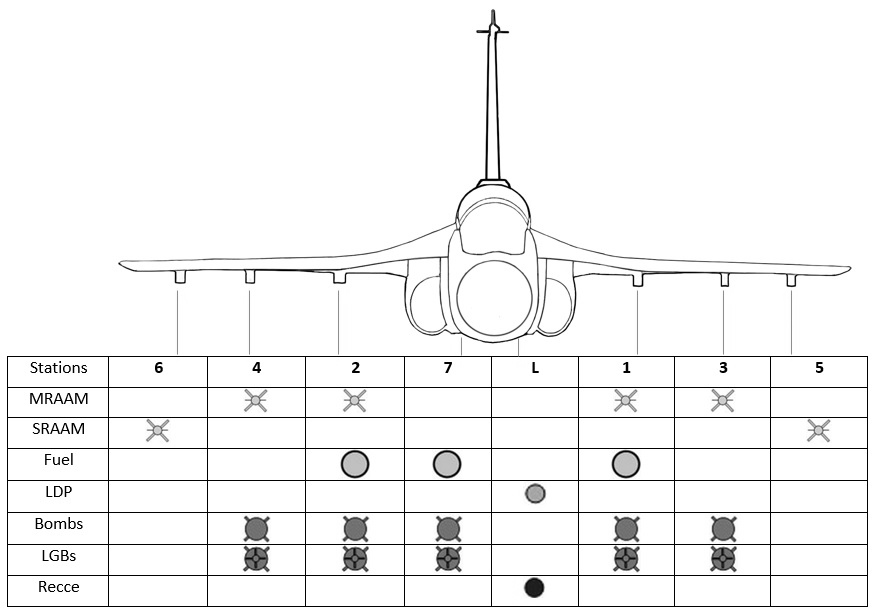
テジャスのハードポイント。左右主翼下に3か所ずつ、胴体中心線下と胴体左側インテーク下（図中の「L」。照準ポッド等を搭載）にハードポイントがある。

LCAは固定武装としてGSh-23機関砲を搭載する。主翼に3つずつ、さらに胴体下に1つ、左空気取り入れ口トランク下の合計8つの機外ハードポイントを持ち、最大で4,000kg/8,800lbの兵装、及び増槽または電子戦ポッドを搭載可能である。
2007年10月27日にR-73の発射試験に成功しており、これに加えて国産のBVRミサイルアストラを搭載する予定である。この他にも空対空、空対地、空対艦の各種ミサイル、ロケット弾ポッド、電子戦ポッドの搭載が予定されている。

## 配備
インド空軍はMiG-21の後継として当初200機前後のLCAを調達する予定だったが、開発の大幅遅延に伴い最終的な調達数は不明である。まずMk.1は限定生産機8機のほか、40機が発注されている。その後2021年1月13日にはMk.1A73機とMk.1訓練型10機の調達を承認した。
インド空軍でテジャスが最初に配備された第45飛行隊（Flying Daggers）は、2016年7月1日に2機のMk.1をバンガロールにて受領した。2018年には南部のタミル・ナードゥ州Sulur空軍基地にテジャスMk.1で充足された同飛行隊が配備された。
インド海軍は2019年予算で、単座戦闘機型と複座練習機型各4機を発注した。
2020年5月27日、テジャスMk.1を装備した2番目の飛行隊がSulur空軍基地で発足した。
2023年10月4日、複座練習機型の初号機がインド空軍に納入された。
2025年時点で、GEに部品を納入していた韓国の企業が破綻した影響でエンジンの供給が2年間遅延しており、飛行隊の編成に影響が出ている。

## 派生型

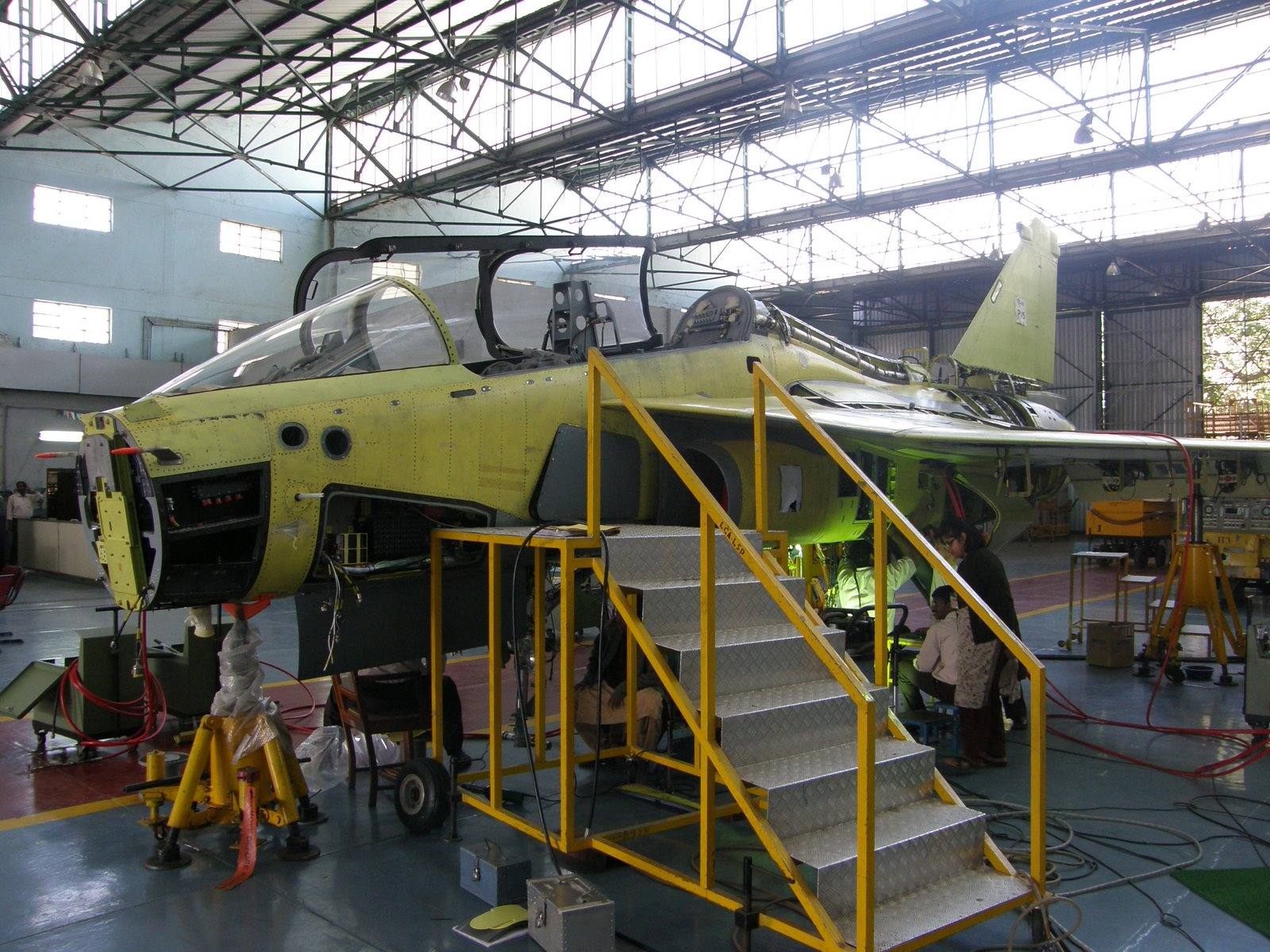
訓練機の製作中

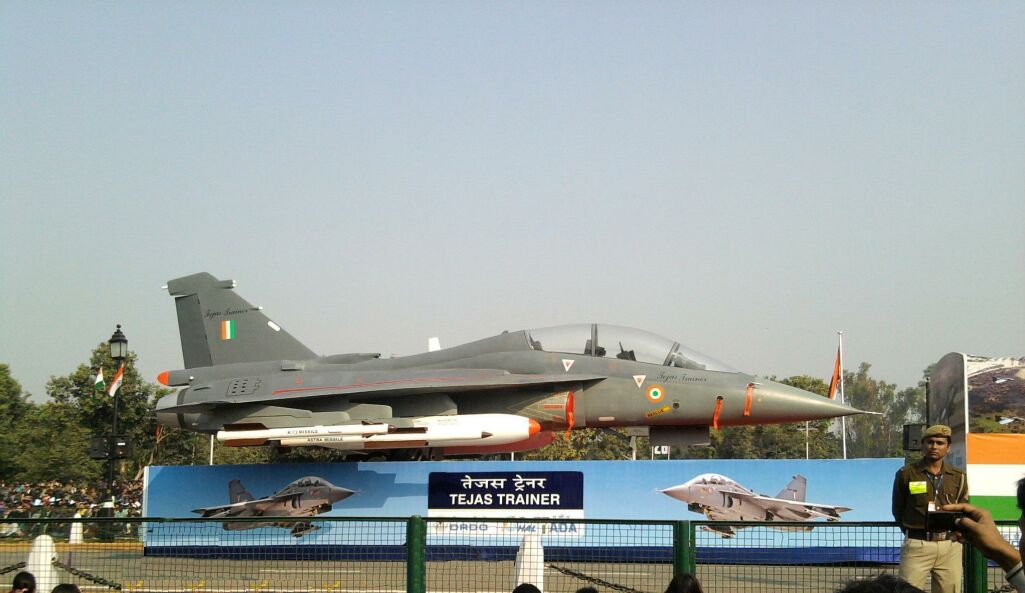
第62回目の共和国記念日で展示された訓練機

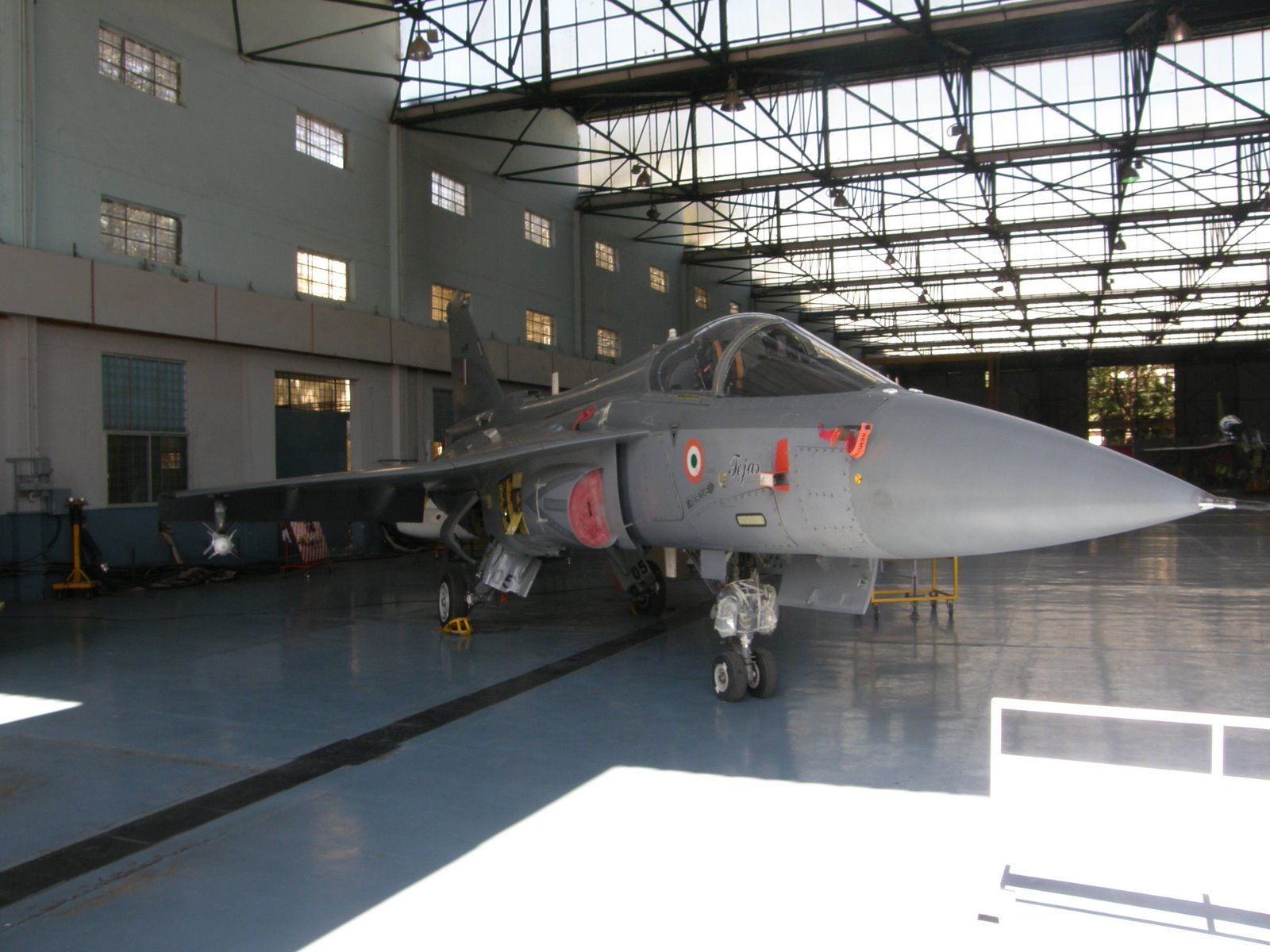
PV-3（灰色迷彩塗装）

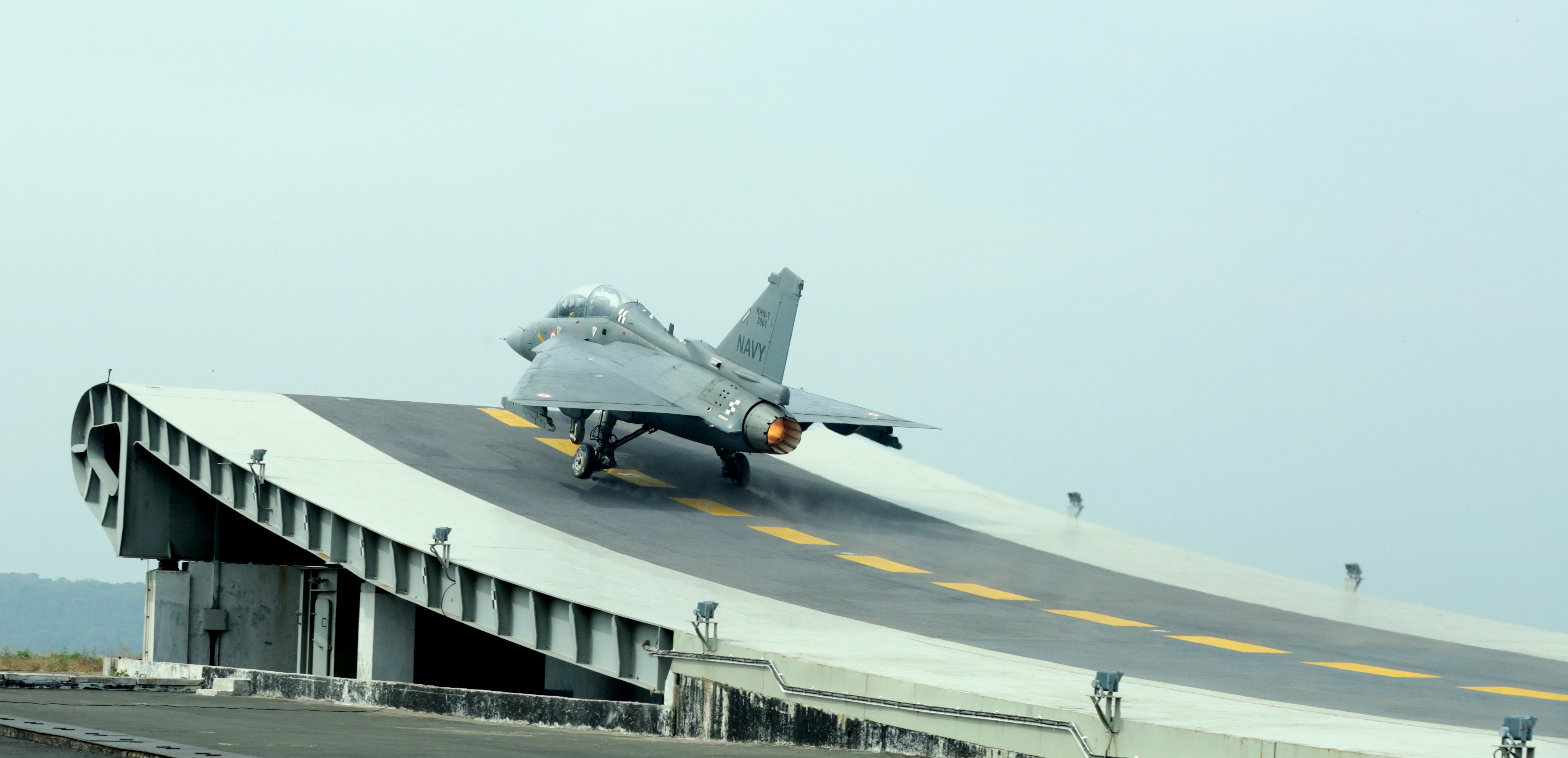
飛行試験中の海軍型 NP-2

### 試作機
TD-1
「TD」は「Technology Demonstrator（技術デモンストレーター）」の略。2001年1月8日初飛行。
TD-2
技術デモンストレーター2号機。2002年6月6日初飛行。
PV-1
「PV」は「Prototype Vehicle（試作機体）」の略。2003年5月4日初飛行
PV-2
試作2号機。2006年6月2日初飛行。
PV-3
試作3号機。2006年12月1日初飛行。
PV-4
キャンセルにより欠番
PV-5
複座型の試作5号機 2009年11月26日初飛行。
PV-6
複座型の試作6号機で、インド空軍向けの量産仕様に準じた電子機器などを搭載する。2014年11月8日初飛行

### 量産機
Mk.1　
空軍の最初の生産型。
Mk.1訓練型　
訓練用の複座型。
Mk.1A
Mk.2の調達中止の代わりとして、Mk.1のエンジン変更や機体の大幅な改良を伴わず、AESAレーダー、新電子戦システム、BVRミサイルなどを装備した機体。
Mk.2
より強力なF414エンジンの搭載にあわせてMk.1から拡大強化された機体だったが、2015年には開発の遅れから調達予定が中止された。

### 海軍型
海軍型は空母「ヴィクラマーディティヤ」および「ヴィクラント」に搭載するため開発中である。着艦のためのコックピットの視界確保、着艦時の揚力向上、機体構造の強化の研究開発が進められている。重量については現在は非公開であるが、艦載機に適した機体構造強化のため機体重量が予定より大幅に増加したものの、今後より軽量化と空軍仕様との部品共用する予定としている。当初、初飛行は2008年を予定していたが、予定より3年以上遅れ、2011年9月26日に地上運転試験開始が行われた。地上運転試験は海軍型1号機（NP-1）で行われ、飛行制御、油圧、燃料、電気、電子工学などのシステムが正常に動作するかの確認作業が実施された。複座型の試作1号機NP-1は2012年4月27日初飛行し、その後NP-1と単座試作2号機NP-2は、ゴアの陸上施設で200mの短距離離陸、及び国産の着艦制動装置による拘束着陸に成功した。2016年12月には翌2017年からの艦上試験が計画されたが、艦上運用に対する本機の重量過多を海軍は指摘していた。
空母からの運用に大推力が求められるため、Mk.2で予定されていたF414エンジンを選択する可能性があるが、プロトタイプ1号機と2号機ではF404が用いられている。
2020年1月、空母「ヴィクラマーディティヤ」への着艦試験を実施した。

## 性能諸元

### Mk.1
出典：GlobalSecurity.org Tejas Light Combat Aircraft (LCA)
- 乗員：1名
- 全長：13.20m
- 全幅：8.20m
- 全高：4.40m
- 翼面積：38.4m2
- 空虚重量：5,500kg
- 機外搭載量：4,000kg
- 最大離陸重量：13,300kg
- 動力：
  - GE製 F404-GE-F2J3（推力18,097lbst）（プロトタイプ）
  - GE製 F404-GE-IN20(量産型）
- 最大速度：M1.7
- Gリミット：9G/-3.5G
- 航続距離：3,200km
- 実用上昇限度：15,250m（50,000ft）
- 推力重量比：1.04
- 固定武装：GSh-23 23mm機関砲